# Canéphores
Canéphores est une paire d'huiles sur toile, peintes par Georges Braque en 1922, dans une période considérée par le critique d'art, Douglas Cooper, comme « les grandes années de Braque », pendant lesquelles le peintre a réalisé une série de nus très appréciés par la critique et les collectionneurs d'outre-Atlantique et d'outre-Manche.
Cette série, qui commence avec les Canéphores, comporte notamment :
- Femme portant un panier de fruits (Met) (146,7 × 77,2 cm), Metropolitan Museum of Art (New York), Woman Carrying a Basket of Fruits ;
- Nu au panier de fruits (Nude Woman with Fruit, 1926), huile sur toile (162 × 74,3 cm), National Gallery of Art (Washington), collection Chester Dale, Nu au panier de fruits ;
- Les Trois Baigneuses, huile sur bois (18 × 75 cm), collection particulière[2] ;
- Baigneuse assise, huile sur toile (35,2 × 27 cm), Philadelphia Museum of Art, Baigneuse assise ;
- Baigneuse (Bather) (1925), huile sur panneau (67 × 53 cm), Tate Modern, Bather (Baigneuse) .

Les deux tableaux Canéphores sont conservés au Musée national d'art moderne de Paris.

## Contexte
Le galeriste Paul Rosenberg, impressionné par la variété des travaux de Braque, commence par lui acheter une aquarelle pour sa collection personnelle, puis il devient son marchand et décide de le propulser sur le marché de l'art. Il finance les recherches du peintre, encourage sa production et lui commande des œuvres pour lui-même.
Les Canéphores provoquent des émotions chez les admirateurs du peintre (Alberto Giacometti parle de « sensation ineffable »). Mais elles n'ont pas connu un vif succès lors de leur présentation au Salon d'automne de 1922 : boudées par la critique qui ne comprend pas les changements d'orientation du peintre, peu appréciées des collectionneurs en France, la série des nus, dont les Canéphores font partie, va pourtant ouvrir à Braque les portes des États-Unis grâce à la stratégie de Rosenberg, qui balaie toutes ses hésitations en proposant les toiles à des prix très élevés et qui les vend bien.
En 1925 le docteur G. F. Reber « se jette » sur les deux Canéphores qu'il paie au prix fort. Reber est un collectionneur passionné qui avait réuni, jusque dans les années 1920, essentiellement des peintures du XVIIIe siècle et des impressionnistes. Il change de direction par la suite et recherche les cubistes et post-cubistes. Installé à Lausanne, au château de Béthusy, il constitue une immense collection dont il devra se défaire à partir de 1929, ruiné par la crise financière de 1929. Il avait noué des liens étroits avec Carl Einstein, qu'il a présenté à Braque, et qui est devenu un des plus fervents exégètes de Braque.
Selon Bernard Zurcher : « La place des Canéphores dans l'œuvre de Braque doit être réévaluée dans la mesure où elle fait partie d'une importante série de nus féminins qui rassemble environ trente tableaux », dont la localisation n'est pas encore intégralement connue et répertoriée.
Les Canéphores du Centre Pompidou ont été léguées au Musée national d'art moderne en 1965, par la baronne Eva Gourgaud, née aux États-Unis, épouse du baron Gourgaud.

## Description
L'ensemble des Canéphores comprend Canéphore 1, huile sur toile (180,5 × 73 cm), Musée national d'art moderne (Paris), Canéphore (Braque) . Et Canéphore 2, huile sur toile (180,5 × 73,5 cm), Musée national d'art moderne (Paris), Canéphore (Braque). Les deux tableaux de la paire sont de même dimension, ils traitent du même sujet, de manière légèrement différente : la première Canéphore a un seul bras levé, la deuxième porte son panier à deux mains.

Austères au premier abord à cause de leur traitement chromatique dans les tons de marron et de gris, ces porteuses d'offrandes (« canéphore » est un terme de la Grèce antique) véhiculent un tendresse particulière qui se retrouve dans plusieurs nus féminins de l'artiste. Avec leurs formes pleines et leurs lignes ondulantes, les Canéphores rappellent Les Grandes Baigneuses, d'Auguste Renoir. Par le jeu des tons sourds et des couleurs vibrantes il se dégage de ces figures féminines une sorte de moelleux dû aux effets frémissants de la touche « pommelée » (en forme de pomme), qui souligne le métier du peintre, sa capacité à ne pas dépendre du sujet représenté, mais de rester dans des formes indécises que le critique d'art, Paul Fierens, a décrites ainsi : 

« Un certain flottement du contour n'enlève pas à l'œuvre son caractère immuable. C'est émouvant, c'est périlleux […] Muses de son art et symbole d'une perfection qui n'est que pureté, quelques figures féminines intelligentes et pensives que l'on a pu comparer aux nymphes séquanaises de Jean Goujon, ont fait tardivement leur apparition dans l'œuvre de Georges Braque. »

De cette période subsistent encore des études dessinées sur carnet quadrillé, selon la méthode de Braque, ce qui lui permettait de mettre au carreau ces figures beaucoup plus naturalistes qui s'éloignaient très nettement du cubisme synthétique. Les figures féminines réapparaîtront de nouveau au début des années 1930.